# 副瀨
副瀨，是台灣嘉義縣東石鄉的一個傳統地域名稱，位於該鄉西部略偏北。相較於今日行政區，其範圍大致包括副瀨村不含東端、型厝村西北端。

## 歷史
台灣日治初期，副瀨地區為一街庄，稱為「副瀨庄」，隸屬於大坵田西堡。該庄北與鰲皷庄為鄰，東與港墘厝庄為鄰，南邊為頂厝仔庄、山藔庄，西邊臨台灣海峽。
1901年（日治明治三十四年）11月，全台廢縣廳改設二十廳，該庄隸屬於嘉義廳。1903年（明治三十六年）6月，該庄編入「東石港區」，隸屬於嘉義廳。1909年（明治四十二年）10月，合併二十廳為十二廳，東石港區仍隸屬於嘉義廳。1920年（大正九年），全台地方制度大改正，廢十二廳改設五州二廳，該庄改制為「副瀨」大字，隸屬於臺南州東石郡東石庄。
戰後東石庄改制為東石鄉，隸屬於臺南縣，大字亦改制為村。1950年10月，雲、嘉、南分治，東石鄉改隸屬嘉義縣。

## 聚落
本地區發展較早的聚落為副瀨，在日治期初期的官方地圖上已有記載。

## 交通
- 省道台17線
- 省道台61線

## 廟宇
- 東石富安宮